# هوانغ سيجينغ
هوانغ سيجينغ (بالصينية: 黄思静) مواليد 8 يناير 1996، هي لاعبة كرة سلة صينية. تلعب في الدوري الصيني لكرة السلة للسيدات. يبلغ طولها 6 قدم 3 بوصة (1.9 م). مثلت منتخب بلادها. شاركت في دورة الألعاب الأولمبية الصيفية سنة 2016.

## روابط خارجية
- هوانغ سيجينغ على موقع الاتحاد الدولي لكرة السلة (الإنجليزية)
- هوانغ سيجينغ على موقع كرة السلة الأوروبية.كوم (الإنجليزية)
- هوانغ سيجينغ على موقع سبورتس رفرنس (الإنجليزية)
- هوانغ سيجينغ على موقع اللجنة الأولمبية الدولية (الإنجليزية)
- هوانغ سيجينغ على موقع أوليمبيديا (الإنجليزية)